# París-Roubaix 1976
La París-Roubaix 1976 fou la 74ªa edició de la París-Roubaix. La cursa es disputà l'11 d'abril de 1976 i fou guanyada pel belga Marc Demeyer, que s'imposà a l'esprint a Francesco Moser i Roger de Vlaeminck en l'arribada a Roubaix.

## Classificació final
|    | Ciclista                 | Equip                 | Temps      |
| -- | ------------------------ | --------------------- | ---------- |
| 1  | Marc Demeyer             | Flandria-Velda        | 6h 37' 41" |
| 2  | Francesco Moser          | Sanson-Benotto        | m. t.      |
| 3  | Roger de Vlaeminck       | Brooklyn              | m. t.      |
| 4  | Hennie Kuiper            | TI-Raleigh-Campagnolo | + 1' 36"   |
| 5  | Walter Godefroot         | IJsboerke-Colnago     | m. t.      |
| 6  | Eddy Merckx              | Molteni-Campagnolo    | m. t.      |
| 7  | Jan Raas                 | TI-Raleigh-Campagnolo | m. t.      |
| 8  | Jean-Pierre Danguillaume | Peugeot-Esso-Michelin | m. t.      |
| 9  | Willy Teirlinck          | Gitane-Campagnolo     | + 1' 45"   |
| 10 | Frans Verbeeck           | IJsboerke-Colnago     | m. t.      |